# Billboardlistans förstaplaceringar 1950
Billboardlistans förstaplaceringar 1950

## Lista
| Datum        | Låt                                             | Artist                         |
| 7 januari    | Rudolph the Red-Nosed Reindeer                  | Gene Autry                     |
| 14 januari   | I Can Dream, Can't I?                           | The Andrews Sisters            |
| 21 januari   | I Can Dream, Can't I?                           | The Andrews Sisters            |
| 28 januari   | I Can Dream, Can't I?                           | The Andrews Sisters            |
| 4 februari   | I Can Dream, Can't I?                           | The Andrews Sisters            |
| 11 februari  | Rag Mop                                         | Ames Brothers                  |
| 18 februari  | Chattanoogie Shoe Shine Boy                     | Red Foley                      |
| 25 februari  | Chattanoogie Shoe Shine Boy                     | Red Foley                      |
| 4 mars       | Chattanoogie Shoe Shine Boy                     | Red Foley                      |
| 11 mars      | Chattanoogie Shoe Shine Boy                     | Red Foley                      |
| 18 mars      | Music! Music! Music!                            | Teresa Brewer                  |
| 25 mars      | Music! Music! Music!                            | Teresa Brewer                  |
| 1 april      | Music! Music! Music!                            | Teresa Brewer                  |
| 8 april      | Music! Music! Music!                            | Teresa Brewer                  |
| 15 april     | If I Knew You Were Comin' (I'd've Baked a Cake) | Eileen Barton                  |
| 22 april     | If I Knew You Were Comin' (I'd've Baked a Cake) | Eileen Barton                  |
| 29 april     | Harry Lime's Theme                              | Anton Karas                    |
| 6 maj        | Harry Lime's Theme                              | Anton Karas                    |
| 13 maj       | Harry Lime's Theme                              | Anton Karas                    |
| 20 maj       | Harry Lime's Theme                              | Anton Karas                    |
| 27 maj       | Harry Lime's Theme                              | Anton Karas                    |
| 3 juni       | Harry Lime's Theme                              | Anton Karas                    |
| 10 juni      | Harry Lime's Theme                              | Anton Karas                    |
| 17 juni      | Harry Lime's Theme                              | Anton Karas                    |
| 24 juni      | Harry Lime's Theme                              | Anton Karas                    |
| 1 juli       | Harry Lime's Theme                              | Anton Karas                    |
| 8 juli       | Harry Lime's Theme                              | Anton Karas                    |
| 15 juli      | Mona Lisa                                       | Nat King Cole                  |
| 22 juli      | Mona Lisa                                       | Nat King Cole                  |
| 29 juli      | Mona Lisa                                       | Nat King Cole                  |
| 5 augusti    | Mona Lisa                                       | Nat King Cole                  |
| 12 augusti   | Mona Lisa                                       | Nat King Cole                  |
| 19 augusti   | Goodnight, Irene                                | Gordon Jenkins and The Weavers |
| 26 augusti   | Goodnight, Irene                                | Gordon Jenkins and The Weavers |
| 2 september  | Goodnight, Irene                                | Gordon Jenkins and The Weavers |
| 9 september  | Goodnight, Irene                                | Gordon Jenkins and The Weavers |
| 16 september | Goodnight, Irene                                | Gordon Jenkins and The Weavers |
| 23 september | Goodnight, Irene                                | Gordon Jenkins and The Weavers |
| 30 september | Goodnight, Irene                                | Gordon Jenkins and The Weavers |
| 7 oktober    | Goodnight, Irene                                | Gordon Jenkins and The Weavers |
| 14 oktober   | Goodnight, Irene                                | Gordon Jenkins and The Weavers |
| 21 oktober   | Goodnight, Irene                                | Gordon Jenkins and The Weavers |
| 28 oktober   | Goodnight, Irene                                | Gordon Jenkins and The Weavers |
| 4 november   | Goodnight, Irene                                | Gordon Jenkins and The Weavers |
| 11 november  | Goodnight, Irene                                | Gordon Jenkins and The Weavers |
| 18 november  | Harbor Lights                                   | Sammy Kaye                     |
| 25 november  | Harbor Lights                                   | Sammy Kaye                     |
| 2 december   | The Thing                                       | Phil Harris                    |
| 9 december   | The Thing                                       | Phil Harris                    |
| 16 december  | The Thing                                       | Phil Harris                    |
| 23 december  | The Thing                                       | Phil Harris                    |
| 30 december  | Tennessee Waltz                                 | Patti Page                     |